# Oedopeza
Oedopeza is een kevergeslacht uit de familie van de boktorren (Cerambycidae). De wetenschappelijke naam van het geslacht werd voor het eerst geldig gepubliceerd in 1835 door Audinet-Serville.

## Soorten
Oedopeza omvat de volgende soorten:
- Oedopeza apicale (Gilmour, 1962)
- Oedopeza costulata (Gilmour, 1962)
- Oedopeza cryptica Monné, 1990
- Oedopeza flavosparsa Monné, 1990
- Oedopeza fleutiauxi (Villiers, 1980)
- Oedopeza guttigera Bates, 1864
- Oedopeza leucostigma Bates, 1864
- Oedopeza louisi Audureau, 2010
- Oedopeza maculatissima Monné & Martins, 1976
- Oedopeza ocellator (Fabricius, 1801)
- Oedopeza setigera (Bates, 1864)
- Oedopeza tavakiliani Monné M. A. & Monné M. L., 2012
- Oedopeza umbrosa (Germar, 1824)